# Stadtbefestigung Günzburg

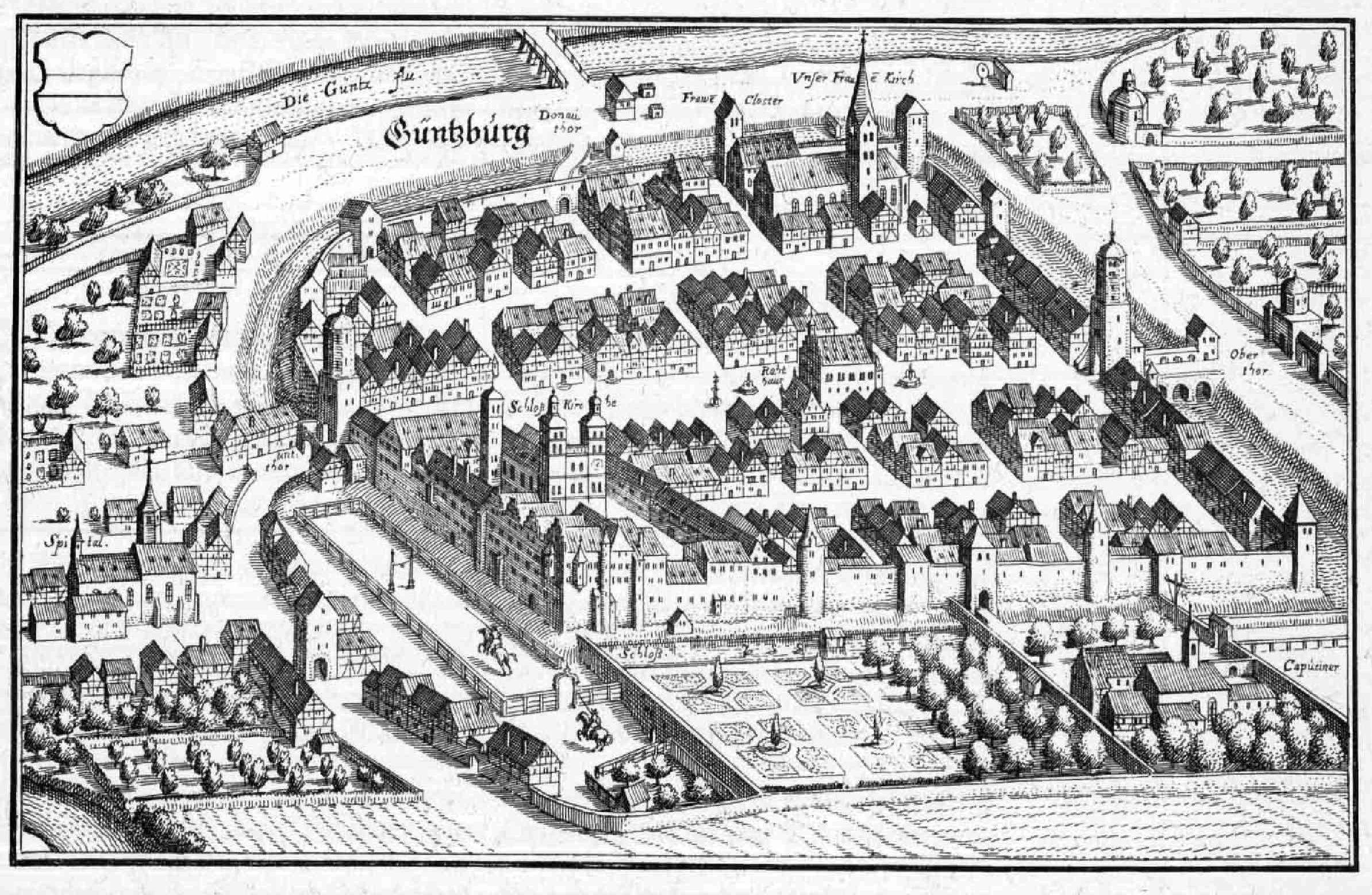
Günzburg in der Topographia Suaviae von Matthäus Merian (erschienen 1643); vermutlich entstanden nach einer Stadtansicht von Johann Andreas Rauch aus dem Jahr 1613

Die mittelalterliche Stadtbefestigung in Günzburg, einer Großen Kreisstadt im schwäbischen Landkreis Günzburg (Bayern), ergibt sich schon aus der Namensgebung des Ortes, der erstmals 1065 in einer Urkunde des Königs Heinrich IV. als „gunceburch“ überliefert wird. Die erhaltenen Reste der Stadtbefestigung sind ein geschütztes Baudenkmal.

## Geschichte
Im Jahr 1328 wird im Zusammenhang mit Günzburg erstmals der Begriff „stat“ verwendet. 1382 wird die befestigte Oberstadt als „infra muros“ gelegen bezeichnet. 1397 wurde der in der Unterstadt abgehaltene Markt in die ummauerte Oberstadt verlegt. Für die Frühzeit der Stadtbefestigung gibt es keine Quellen. Der Ausbau erfolgte vermutlich im Laufe des 15. Jahrhunderts. Im Jahr 1577 schickte Erzherzog Ferdinand II. seinen Baumeister Alberto Lucchese nach Günzburg, um Verbesserungen an der Stadtbefestigung vorzunehmen. Von ihm stammen wohl die oberen Teile der drei größten Türme. Beim Stadtbrand im Jahr 1735 brannten sechs Türme der Stadtbefestigung aus und Teile der Mauer stürzten ein. Der Wiederaufbau erfolgte schnell, erst Ende des 18. Jahrhunderts wurden einzelne Teile der Stadtbefestigung aufgegeben. 1789 wurde das Günztor abgebrochen und andere Türme waren nur noch teilweise erhalten. Nach Empfehlung der bayerischen Regierung aus dem Jahr 1809 sollten überflüssige Gebäude abgebrochen werden. In der Folge wurden das Gescheckte Tor an der Ichenhauser Straße und das Kapuzinertor zerstört. Mitte des 19. Jahrhunderts wurden der Obere Bachturm und 1868 das Obere Tor abgebrochen. Ab 1900 wurden Teile des Stadtgrabens aufgefüllt und an wenigen Stellen überbaut.

## Beschreibung
Die Stadtbefestigung mit einer Ausdehnung von 300 × 250 Meter umschließt eine Fläche von sieben Hektar. Zwischen dem Oberen Tor und dem Unteren Tor befindet sich die breite Marktstraße, die Hauptachse der Stadt. Das Kuhtor wurde erst 1615 errichtet und der Bau des Kapuzinertors erfolgte wohl kurz darauf. Die Stadtmauer war mit dreizehn Türmen unterschiedlicher Bauart und Größe versehen. Sie ragten etwas aus der Mauerflucht hervor, an den vier Ecken der Stadtmauer standen größere Türme. Mauer und Türme wurden nahezu vollständig in Backstein errichtet. Die Mauer weist eine Höhe von acht bis neun Metern auf. Ihre Stärke am Fuß beträgt etwa 0,70 bis 0,90 m. Innen wurde die Mauer von Wandpfeilern verstärkt, die durch Stichbögen miteinander verbunden waren. Über die Bögen führte der hölzerne Wehrgang mit einem ziegelgedeckten Pultdach. Am oberen Rand der Mauer befand sich meist eine einfache Reihe von Schlüsselscharten. In der Frauen- und Pfluggasse führte der Wehrgang durch die an die Mauer gebauten Häuser. Eine besondere Bedeutung für die Befestigung der Stadt hatte das Schloss, das im Kern aus der Mitte des 15. Jahrhunderts stammt. Vor der Mauer befand sich ein 15 bis 20 Meter breiter Graben, der im 15. Jahrhundert teilweise an Bürger zur Nutzung als Garten verpachtet wurde. Die untere Stadt hatte vier Tore.

## Bestandteile der Stadtbefestigung
- Unterer Torturm (Marktplatz 43)
- Ursulaturm, auch Vogelsturm (Postgasse 14)
- Kuhturm (Zum Kuhturm 3)
- Frauenturm (abgegangen)
- Eulenturm (Frauenplatz 8)
- Teufelsturm  (abgegangen)
- Oberer Torturm (abgegangen)
- Pulverturm (Pfluggasse 9)
- Oberer Bachturm (abgegangen)
- Kapuzinertor (abgegangen)
- Heroldsturm (abgegangen)
- Falkner- oder Scheckiges Tor (abgegangen)
- St.-Jakobstor oder Günztor (abgegangen)
- Ulmer Tor (abgegangen)
- Zankertor (abgegangen)

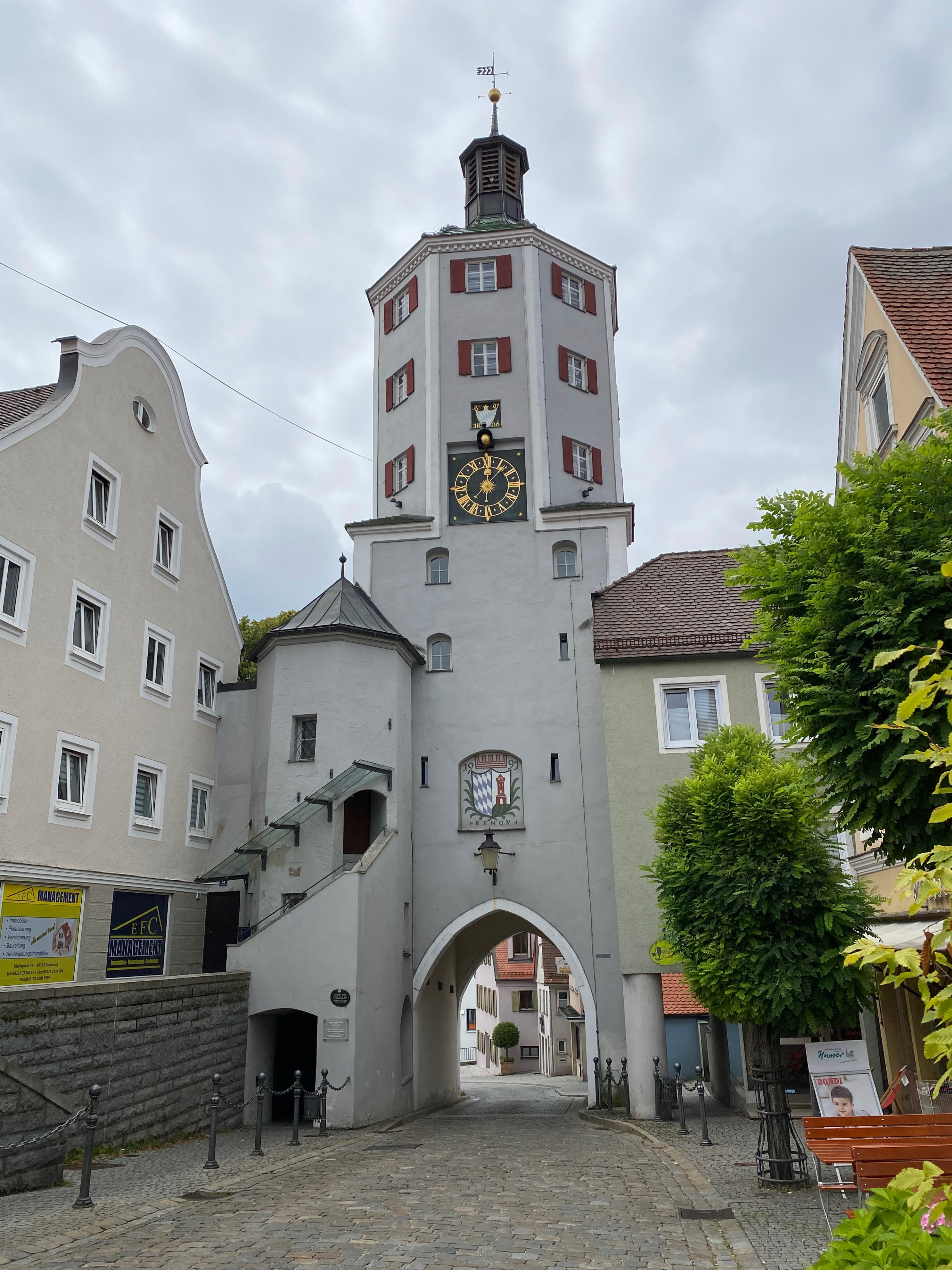
Unteres Tor
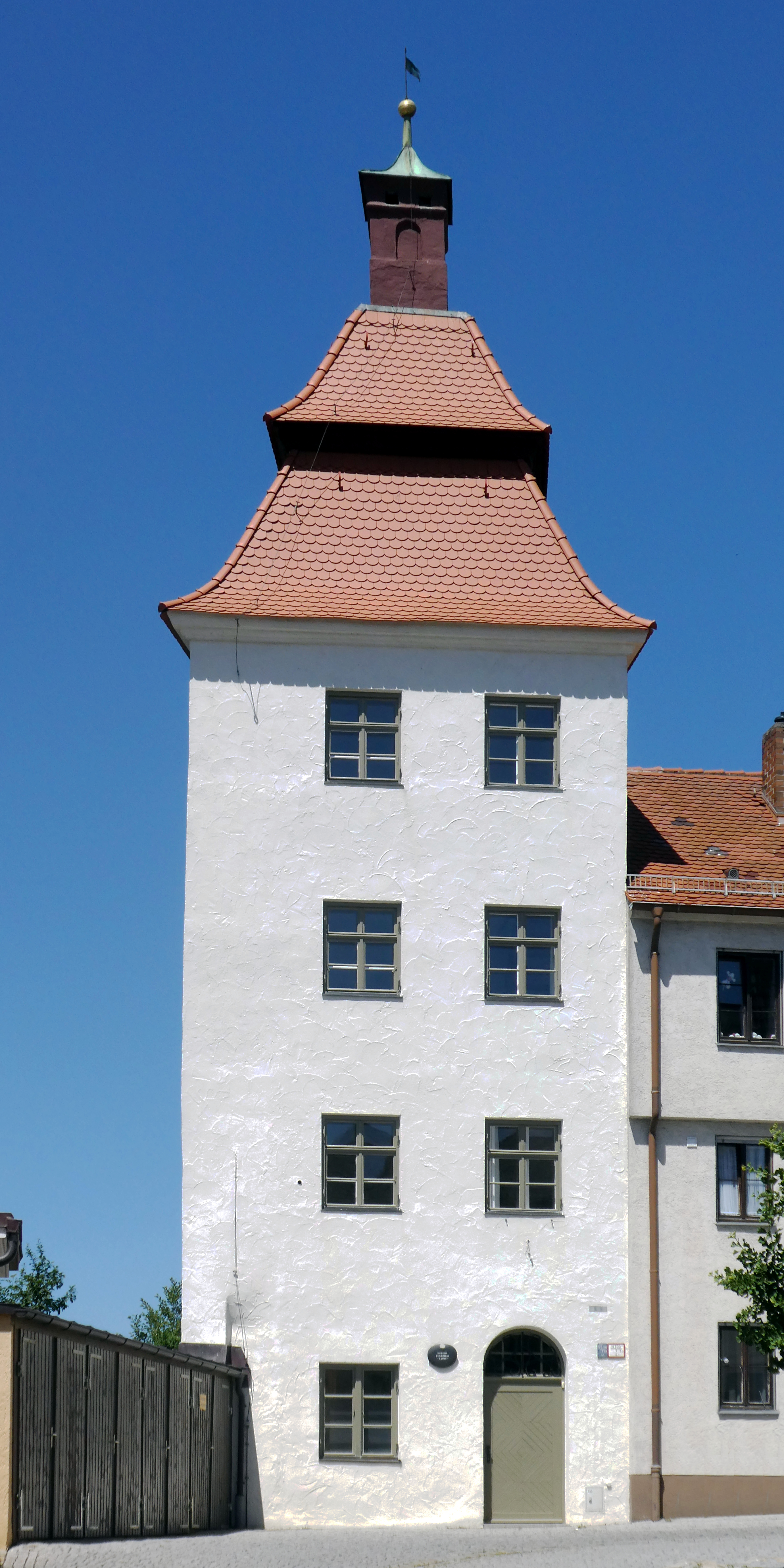
Ursulaturm
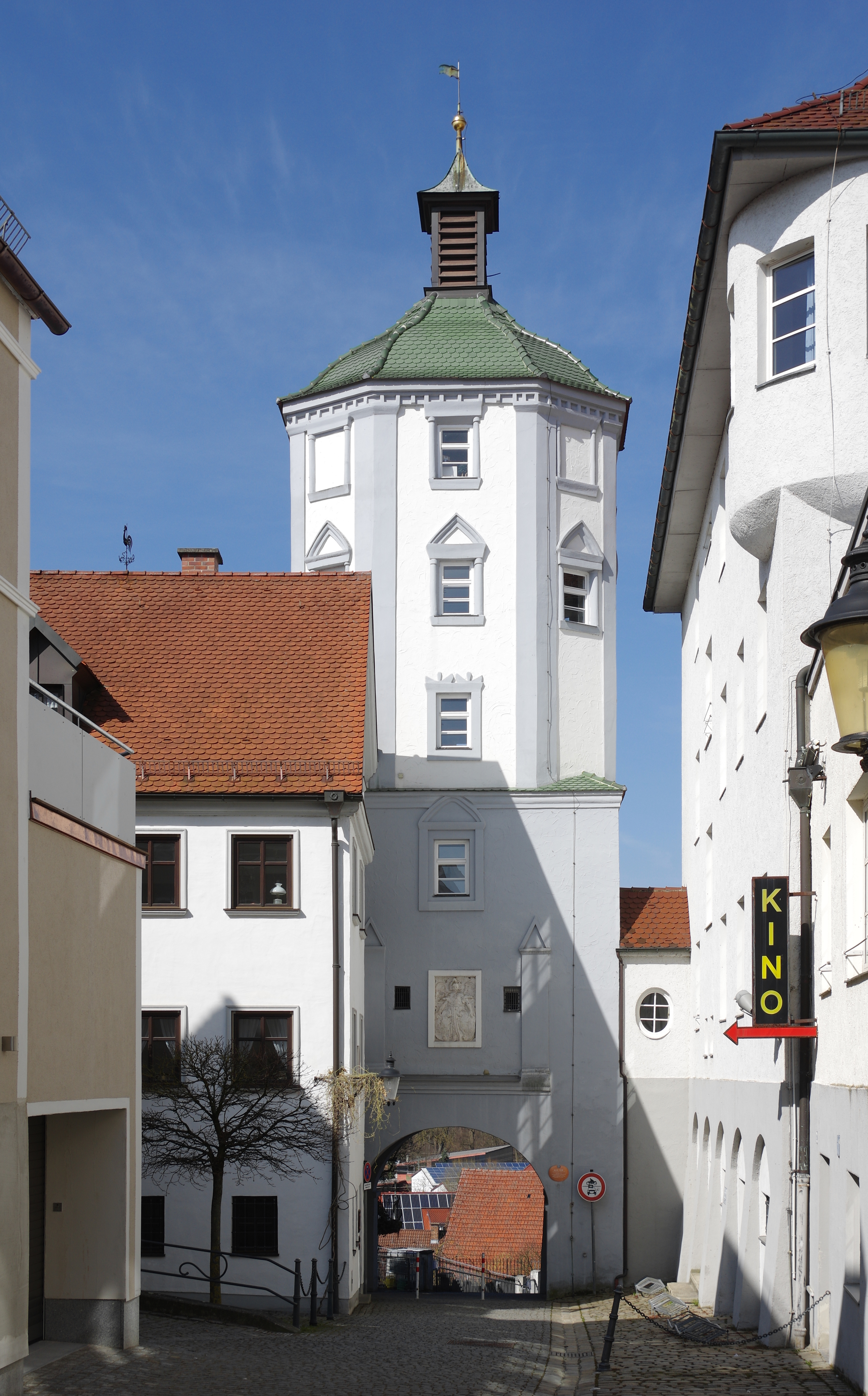
Kuhturm
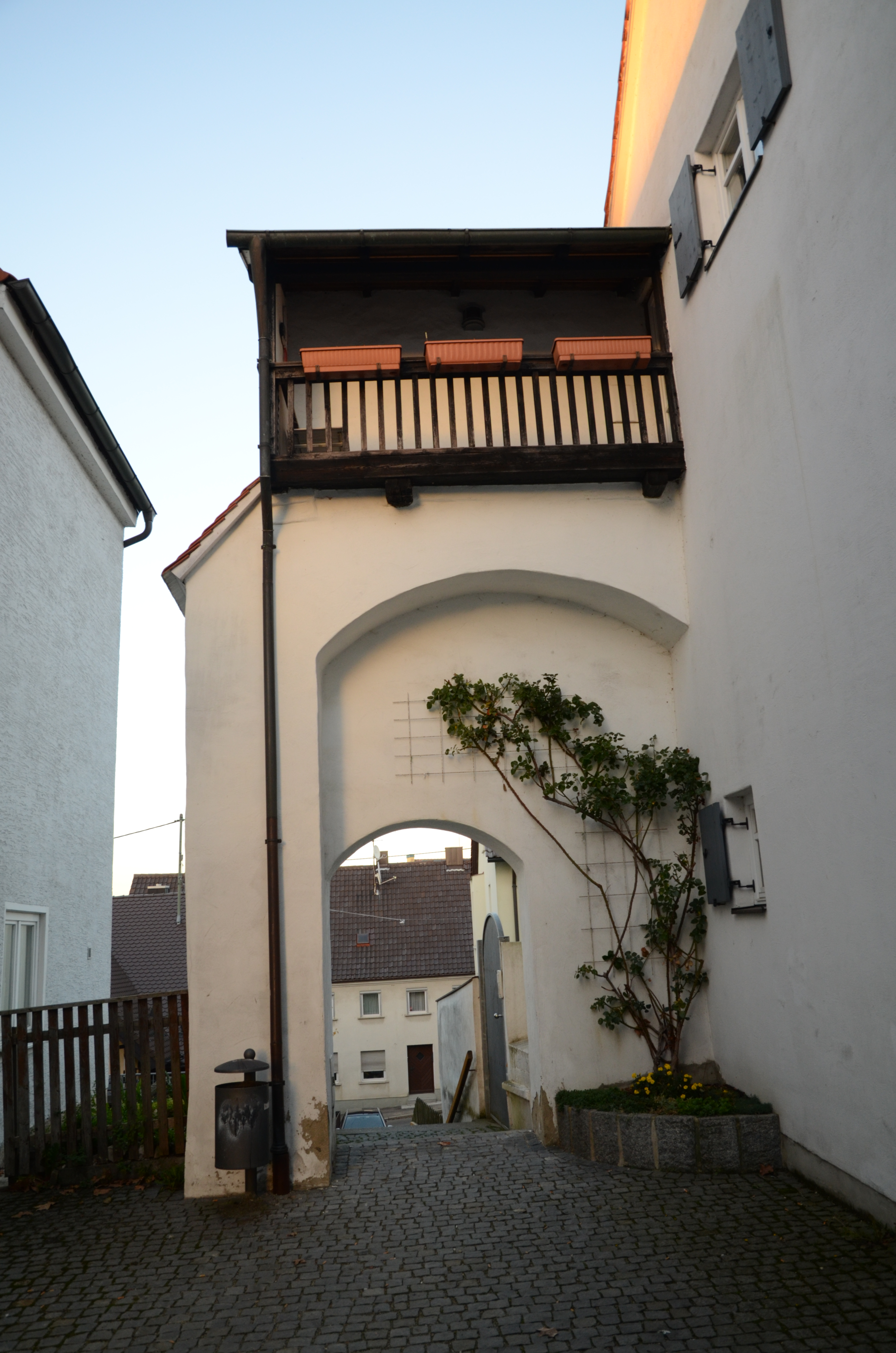
Stadtmauer Frauengäßchen 8